# 維特里諾湖
55°01′37″N 31°03′20″E / 55.02694°N 31.05556°E
維特里諾湖（俄语：Витрино），是俄羅斯的湖泊，位於該國西部斯摩棱斯克州，由魯德尼揚斯基區負責管轄，長2公里、寬0.9公里，面積1.2平方公里，海拔高度184.8米，最大水深8.5米。